# Zdzisław Ruciński

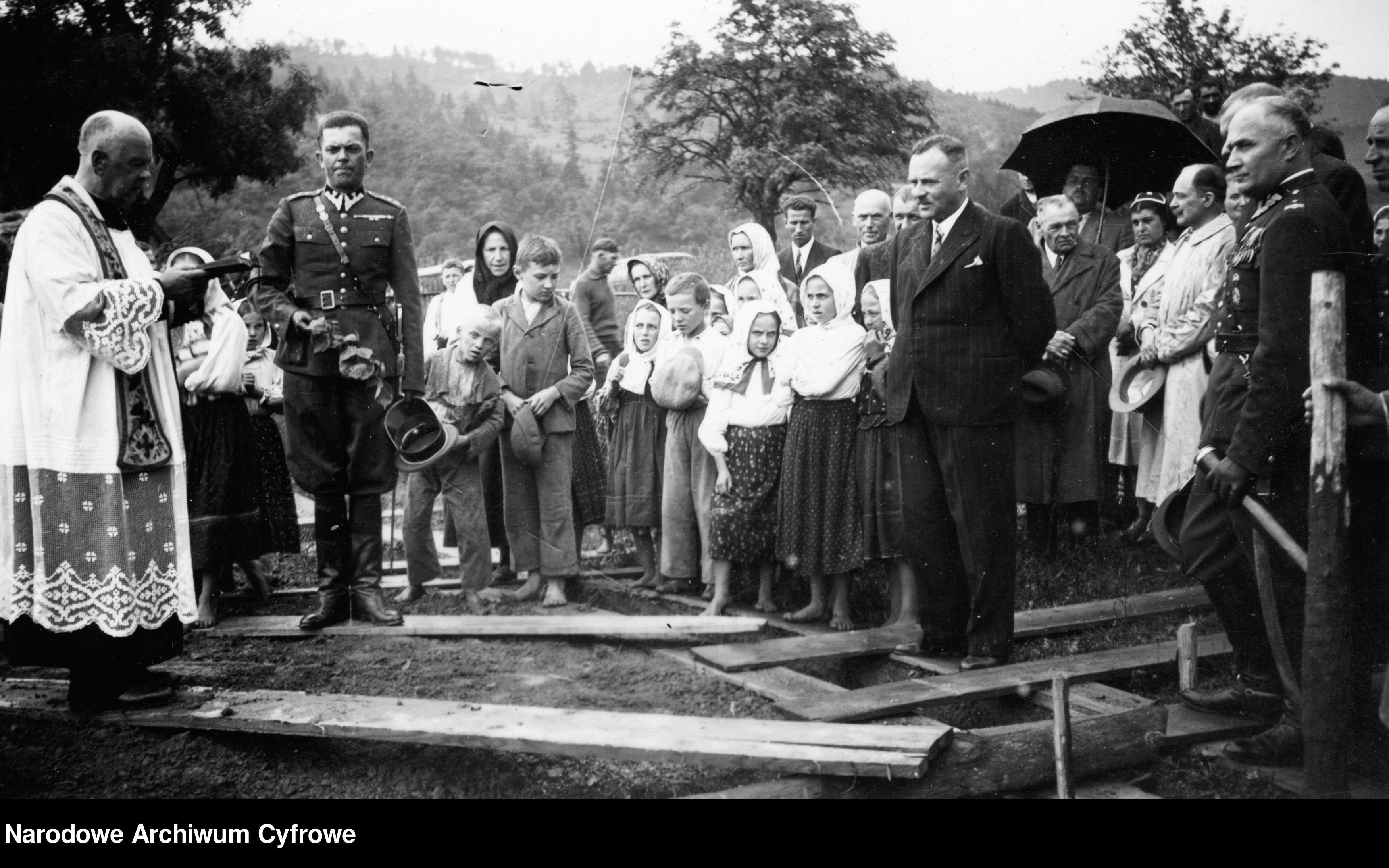
Poświęcenie kamienia węgielnego pod budowę kościoła w Krempnej w 1939 r. Drugi z prawej nadkom. Ruciński.

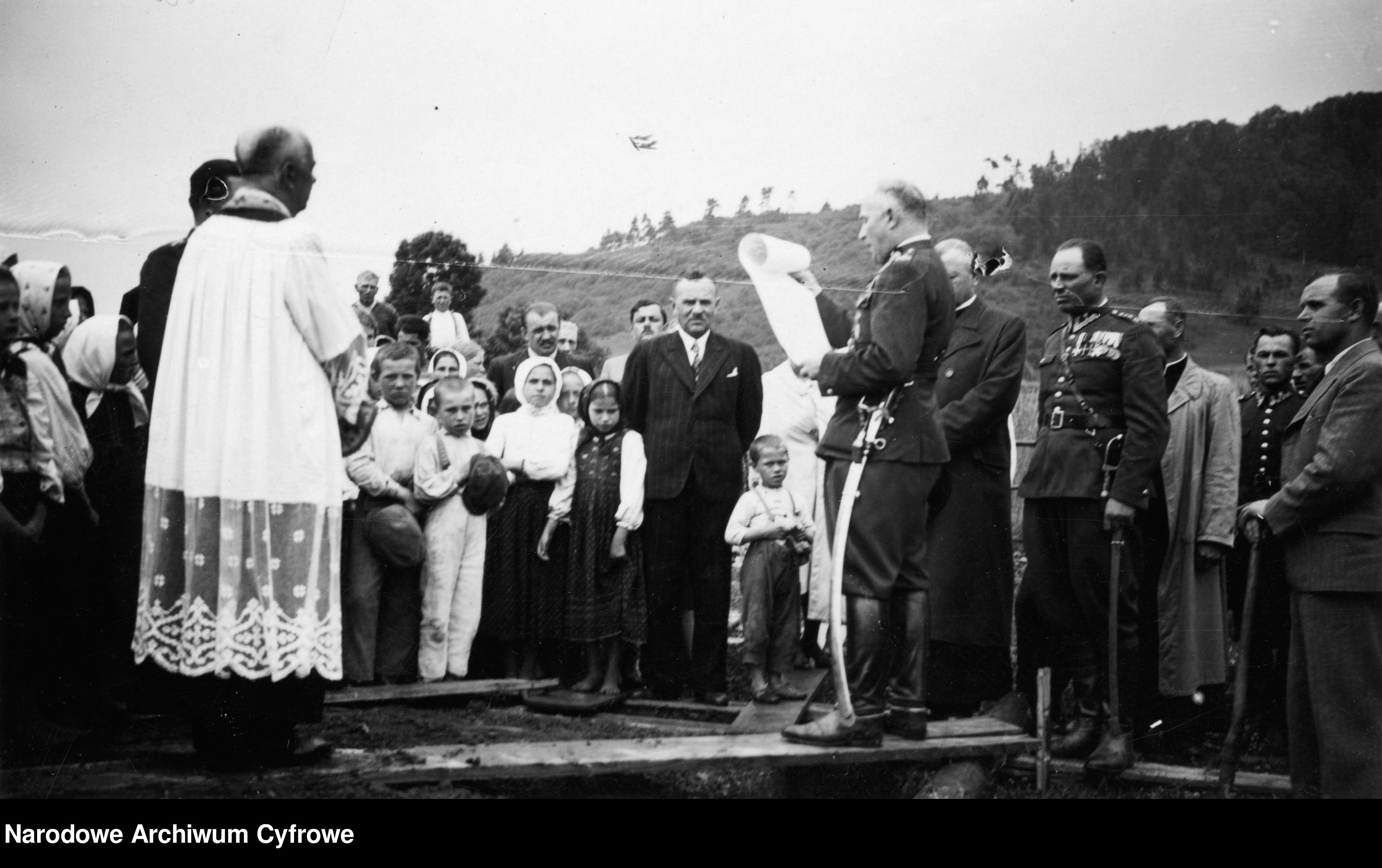
Nadkom. Ruciński odczytuje akt erekcyjny.

Zdzisław Wincenty Ruciński, ps. „Ruszczyc” (ur. 13 lipca 1895 w Zwierzyńcu, zm. wiosną 1940 w Charkowie) – rotmistrz Wojska Polskiego i nadkomisarz Straży Granicznej, działacz niepodległościowy, ofiara zbrodni katyńskiej.

## Życiorys
Syn Władysława, leśnika i Ziemisławy z Tokarzewskich urodzony 13 lipca 1895 w Zwierzyńcu, . 26 lipca 1915 wstąpił do 1 pułku ułanów Legionów Polskich. Od 6 lutego do 4 kwietnia 1917 był słuchaczem kawaleryjskiego kursu podoficerskiego przy 1 pułku ułanów w Ostrołęce. Kurs ukończył z wynikiem bardzo dobrym. Posiadał wówczas stopień starszego ułana. Później został mianowany kapralem. 21 lipca 1917, po kryzysie przysięgowym, został internowany w Szczypiornie, a następnie w Łomży.
Od 1918 ochotniczo w Wojsku Polskim. Uczestnik wojny z bolszewikami. Służył w 1 pułku szwoleżerów, a następnie jako podporucznik w 1 pułku strzelców konnych, w którym dowodził plutonem i był adiutantem I dywizjonu. 
Następnie pełnił służbę w 3 pułku strzelców konnych w Wołkowysku. 3 maja 1922 został zweryfikowany w stopniu porucznika ze starszeństwem od 1 czerwca 1919 i 391. lokatą w korpusie oficerów jazdy (od 1924 – kawalerii). 25 lutego 1925 został przeniesiony do Korpusu Ochrony Pogranicza. W 1926 został przeniesiony z KOP do 23 pułku ułanów w Podbrodziu. 27 stycznia 1930 prezydent RP nadał mu z dniem 1 stycznia 1930 stopień rotmistrza w korpusie oficerów kawalerii i 24. lokatą. Z dniem 3 kwietnia 1932 został przydzielony na trzymiesięczny I kurs dowódców kompanii (szwadronów) karabinów maszynowych w Centrum Wyszkolenia Piechoty w Rembertowie. Później został przydzielony do dyspozycji komendanta Straży Granicznej, do dnia 31 maja 1933. Z dniem 31 maja 1933 został przeniesiony do rezerwy z równoczesnym przeniesieniem w rezerwie do Oficerskiej Kadry Okręgowej Nr V („pełniący służbę w Straży Granicznej”).
W późniejszym okresie nadkomisarz Straży Granicznej, od 27 maja 1933 kierownik Inspektoratu Granicznego „Jasło” w Jaśle.
W nieznanych okolicznościach, po agresji ZSRR na Polskę (17 września 1939), dostał się do sowieckiej niewoli i został osadzony w obozie w Starobielsku. Wiosną 1940 został zamordowany przez funkcjonariuszy NKWD w Charkowie i pogrzebany w Piatichatkach, gdzie od 17 czerwca 2000 mieści się oficjalnie Cmentarz Ofiar Totalitaryzmu w Charkowie. Figuruje na tzw. liście Gajdideja (poz. 2790).
5 października 2007 minister obrony narodowej Aleksander Szczygło mianował go pośmiertnie na stopień majora, a 26 października 2007 minister spraw wewnętrznych i administracji Władysław Stasiak awansował go pośmiertnie na stopień inspektora Straży Granicznej. Awanse ogłoszono 9 listopada 2007 w Warszawie, w trakcie uroczystości „Katyń Pamiętamy – Uczcijmy Pamięć Bohaterów”.

## Ordery i odznaczenia
- Krzyż Niepodległości – 2 sierpnia 1931 „za pracę w dziele odzyskania niepodległości”[22][23][3]
- Krzyż Walecznych[24][25][26]
- Złoty Krzyż Zasługi[2]
- Srebrny Krzyż Zasługi – 10 listopada 1928[27][25]

## Upamiętnienie
15 września 2009 na ścianie budynku przy ul. St. Wyspiańskiego 4 w Jaśle (w latach 1938–1939 siedziba Komendy Obwodu Jasło Straży Granicznej) uroczyście odsłonięto tablicę pamiątkową poświęconą trzem ostatnim komendantom Straży Granicznej Obwodu Jasło, ofiarom zbrodni katyńskiej: nadkomisarzowi Zdzisławowi Rucińskiemu, nadkomisarzowi Edwardowi Okulskiemu i komisarzowi Józefowi Bocheńskiemu.